# Lela Vémola
Lela Vémola, před sňatkem Lela Ceterová, vlastním jménem Lenka Ceterová, (* 4. června 1989 Žilina) je slovenská modelka, jejíž fotografie se objevily v časopise Playboy. V raném mládí se jí její spolužačky posmívaly kvůli – podle nich – nedostatečně vyvinutému poprsí. Posléze si je Ceterová navíc nechala upravit pomocí plastické chirurgie a změnou rovněž prošel její nos a rty. Když jí bylo třináct let, stála prvně coby modelka před fotografickým objektivem. První snímky pro časopis Playboy nafotila v roce 2013.
Během roku 2017 ji prostřednictvím sociální sítě Instagram oslovil český bojovník smíšených bojových umění (MMA) Karel Vémola vystupující pod pseudonymem Karlos „Terminátor“ Vémola. Ze seznámení následně vznikl vztah a milenci žili střídavě jak v Praze, tak v Londýně, kde dlouhodobě její partner pobýval. Roku 2019 Ceterová s Vémolou otěhotněla a potomek se měl narodit začátkem následující roku (2020). Nakonec ale těhotenství skončilo předčasným porodem 18. prosince 2019, kdy přivedla na svět svou prvorozenou dceru Lily. Jejich druhým potomkem se stal syn Rocky, který se narodil 1. prosince 2021. Dne 28. července 2022 měla Ceterová s Vémolou svatební obřad na pražské Občanské plovárně. Oddávajícím měl původně být Pavel Novotný, avšak pro jeho zaneprázdněnost se jím nakonec stal herec Jiří Krampol. Protože však Krampol nemá dle zákonů České republiky právo oddávat, museli novomanželé uzavřít svůj sňatek ještě na matrice. Jejich třetí dítě, syn Arnold, se narodil 1. dubna 2025.